# نورات تر-گریگوریانتس
نورات تر-گریگوریانتس (ارمنی: Նորատ Տեր-Գրիգորյանց؛ زادهٔ ۱۶ ژوئیهٔ ۱۹۳۶) فرد نظامی اهل ارمنستان است که سمت ریاست ستاد کل نیروهای مسلح ارمنستان را برعهده داشت.

## زندگی‌نامه
وی ۱۶ ژوئیهٔ ۱۹۳۶ در ولادی‌قفقاز به دنیا آمد. 

## جوایز
وی همچنین برندهٔ جوایزی همچون نشان‌های زیر شده است.
- مدال مارشال باقرامیان
- نشان وارتان مامیکونیان مقدس
- نشان لنین
- نشان پرچم سرخ
- نشان ستاره سرخ